# Caroline Chisholm
Caroline Chisholm, född 30 maj 1808, död 25 mars 1877, var en australiensisk filantrop och politisk aktivist. Hon var berömd i sin samtid för sitt arbete för organisationen av kolonisationen av Australien. Hon propagerade som sådan en politik inriktad på familjemigration av småbrukare, mot ett gynnande av ensamma manliga emigranter och godsägare.

## Biografi
Caroline Chisholm var född i England som dotter till en välbärgad bonde, William Jones. Hon gifte sig 1832 med kapten Archibald Chisholm, och följde honom till hans postering i Indien. I Madras grundade hon Female School of Industry for the Daughters of European Soldiers. Paret bosatte sig i Australien 1838.
Chisholm mötte varje immigrantskepp och skaffade arbeten åt de kvinnliga immigranterna. År 1841 övertalade hon guvernören att öppna ett hem med tillhörande arbetsförmedling för kvinnliga immigranter, Female Immigrants' Home, med plats för 96 personer. År 1842 upprättade hon en kedja av arbetsförmedlingar och hjälpstationer för immigranter på deras väg till landets inre och etablerade ett effektivt schema för kolonisation: hon ledde själv tågen av immigranter på en vit häst, och blev som sådan en del av legendfloran.
År 1846 reste hon med maken till London, där hon tog kontakt med Earl Grey och James Stephen och myndigheterna. Hon lade fram och fick godkända sina planer för familjeemigration och hur koloniseringen av Australiens skulle organiseras. Hon och maken blev politiska debattörer för frågor kring kolonsationen av Australien. Hon författade och publicerade åtskilliga politiska arbeten i ämnet. År 1849 grundade hon sin förening Family Colonization Loan Society för finansiering av familjeemigration till Australien, snarare än av ensamma manliga emigranter som guldletare, som enligt henne inte skapade ett stabilt permanent samhälle. Hon kom som sådan i konflikt med de australiensiska storjordägarna, då hon föredrog en koloni av småbrukare snarare än godsägare. Hon gjorde 1852 en agitationsturné i Storbritannien, Tyskland, Frankrike och Italien, och mötte även påven. Hennes inflytande bidrog till genomförandet av Passenger Act of 1852. Hon blev berömd i England för sin politiska aktivitet.
Caroline Chisholm återvände till Australien 1854. Hon fick där myndigheternas bidrag, och inspekterade guldfälten samma år. Hon grundade ett nät av hjälpstationer längs vägen för immigranter med regeringsbidrag. Åren 1859–1861 gav hon föreläsningar om landfrågan i Sydney. Familjen var inte rik utan använde en del av regeringsbidragen för att driva en affär, och från 1862 drev hon även en flickskola.
Chisholm återvände till England med sin familj 1866, och levde då i först Liverpool och sedan London på regeringsbidrag.